# Nodozana toulgoeti
Nodozana toulgoeti är en fjärilsart som beskrevs av Christian Gibeaux 1983. Nodozana toulgoeti ingår i släktet Nodozana och familjen björnspinnare. Inga underarter finns listade i Catalogue of Life.